# Bana (Komárom-Esztergom)
Pour les articles homonymes, voir Bana.
Bana est un village et une commune du comitat de Komárom-Esztergom en Hongrie.